# الاتور، تنجاور
الاتور، تنجاور (به انگلیسی: Alathur, Thanjavur) یک منطقهٔ مسکونی در هند است که در تامیل نادو واقع شده‌است.

## خصوصیات
الاتور ۵٬۰۸۵ نفر جمعیت دارد.